# Barqueta de paper

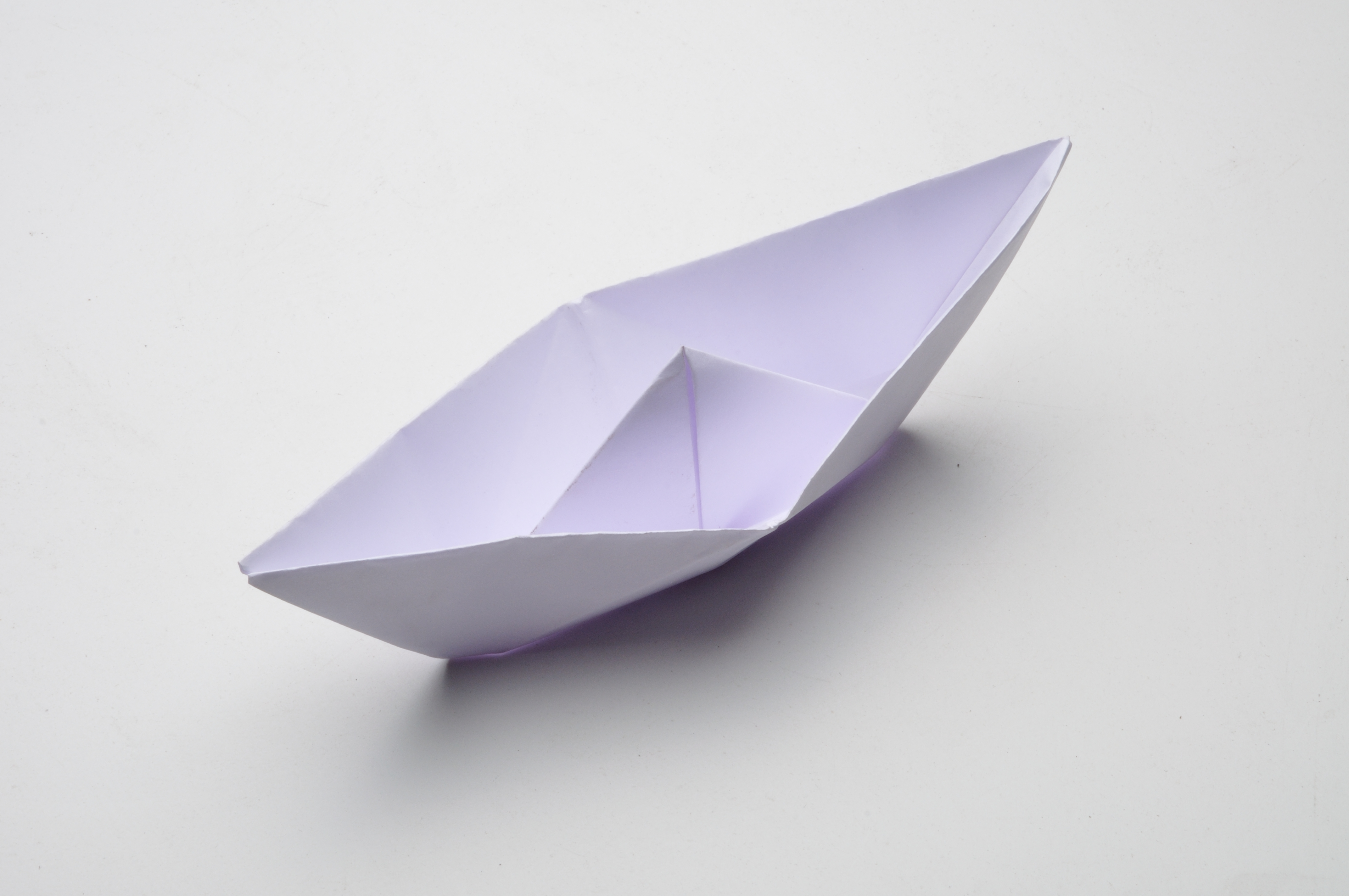
Vaixell de paper

Una barqueta de paper és una joguina de paper plegat que imita les formes i funcions d'un vaixell real. En aigües tranquil·les sura de forma relativament estable mentre el material de construcció no s'estovi excessivament.
Una de les representacions més antigues del barquet de paper és en un gravat d'una edició de l'obra de Johannes de Sacrobosco, "De Sphaera Mundi" (edició de l'any 1490).

## Realització
Fer un vaixell de paper és molt fàcil i no exigeix plegar-lo de forma acurada. Si no és possible l'aprenentatge per observació directa hi ha vídeos prou detallats que mostren el procés.